# 発明軍人 イッシン
『発明軍人 イッシン』（はつめいぐんじんイッシン）は、『週刊少年チャンピオン』で2006年33号から2007年10号まで連載されたギャグ漫画。作者は阿部秀司。単行本全3巻。

## 概要
戦時中の海軍少佐だった市奥一真が、孫にあたる市奥壮忠竜の家で変な発明を繰り返すギャグ漫画。話のオチには一真の「面白い実験結果が出たものだ!」というセリフが入る。

## あらすじ
西暦2006年、南極海の巨大流氷から旧日本海軍の潜水艦が発見される。
当然、生存者は無しと思われたが…なんと、その中で一人の乗組員が生きていた。

## 登場人物
市奥 一真（イチオク イッシン）
主人公。79歳。9歳で大学の研究室に招かれ（本人曰くあまりに低レベルで半年で辞めた）、旧日本海軍に16歳にして少佐待遇で入った天才発明家。壮忠竜の祖父にあたる人物。巨大流氷中に長い間いたため、肉体は16歳のままである。
自らを「天才発明家」と称して憚らず、誰に対しても命令口調＆見下げたような態度をとる傲岸不遜な性格。小さい頃は犬が苦手だった。
いつも着ている海軍の制服は、実は自らが発明したエアコンスーツである。市奥家敷地内に研究所を構えている。
最終回では、地球型惑星を発見し、宇宙人に会いに行くため宇宙戦艦で旅立っていった。
市奥 壮忠竜（イチオク ソウチュウリュウ）
一真の孫。43歳。市奥家の亭主だが、妻にいつも尻に敷かれている。髪の毛はカツラ。
市奥 呉代（イチオク クレヨ）
壮忠竜の妻で専業主婦。41歳。不遜な上に怠慢な性格。
市奥 飛野玉（イチオク ヒノタマ）
壮忠竜の息子で一真の曾孫。16歳。見た目は不良だが、実際にはそれほど強くない（撫子曰く「100％勝てる相手としか喧嘩をしない」）。同じ学校の撫子に好意をよせている。一応ラグビー部員。隠された本質はオカマ。
一真に毎週なんらかのひどい目に合わされ、留年までする羽目に陥る。
平仮名も間違える頭脳。
雑炊の卵は固めが好き。
ハム助
飛野玉のペットであるハムスター。一真の発明した謎の薬品により、人間の言葉を話すようになる。一真の部下的存在。
一真以外の者に対する言葉遣いは非常に悪く、特に飛野玉とマンテツに対してはなにかと「死ね」と罵倒していた（後半のほうではただ姿を見ただけで「死ね」と言っているときもあった）。
宇宙戦艦で旅立つ一真に、ただ一匹同行した忠実な存在。
大和 撫子（ヤマト ナデシコ）
飛野玉の友人。16歳。飛野玉とは中学時代からの同級生。飛野玉に好意を抱かれているがまったく相手にしていない。しかし、飛野玉を一真の発明の実験台にするためにその気持ちを利用することもある。
面白い人間に興味を持つ性格なので、一真に興味を抱いてその秘書になる。
万周 哲道（マンシュウ テツミチ）
新高山高校の番格。通称名はマンテツ。18歳。喧嘩相手を三ヶ月入院させるほど凶暴だが知能レベルは火野玉といい勝負。一応ラグビー部。
最初の方こそ火野玉を雑魚扱いして歯牙にも掛けていなかったが、一真の発明を通じて徐々に腐れ縁となった。
お好み焼きの屋台を開業しているが、それはとてつもなくまずい（一真曰く「ブタのエサ」）。なお、お好み焼きがマンテツの作れる唯一の料理である。一真の発明を利用しようと一真に近づくが、発明によりひどい目に合わされる。飛野玉と一緒に留年する羽目に陥る。
万周 路辺（マンシュウ ジヘン）
マンテツの父親。一流の料理人で、息子の料理下手を容赦無くなじる。
笹垣 句出多（ササガキ クデタ）
防衛庁の役人。いつも笑顔だが、何を考えているかわからない。一真をマークしている。
不刻 龍（フコク ロン）
過去の経緯から一真を怨み（発明品で本性を読みだされたので半分は逆恨みに近い）、ライバル視している元同僚。94歳。一真に対して復讐を企てるも返り討ちにあい、それからはすっかり気抜けしてしまった。
一真からは「凡人」「無能」と罵られてはいたが、数々の発明で特許を取得しているので優秀な人物であることは確か。
不刻 恭平（フコク キョウヘイ）
不刻龍の曾孫。飛野玉の同級生。
一真に対して対抗意識を抱いてしまった結果、不刻家の事業を台無しにしてしまい勘当されてしまう。
一真には及ばないが、曾祖父譲りのかなりの頭脳の持ち主で、遭難中の飛野玉が乗った宇宙戦艦のシステムを瞬く間に解析して地上から操作するほどの腕も持つ。
不刻 千戦（フコク センセン）
不刻恭平の父。テーマパークを作るなど、なかなかの事業家ぶり。また、不刻家の面々では一番まとも。
千寺 大成（センジ タイセイ）
新高山高校に新しく入った教師。ラグビー部顧問。当初は飛野玉とマンテツを更生させようとする熱血教師だったが、二人の暴力が原因で元々の部員が全員退部してしまいラグビー部は二人のたまり場と化してしまう。その後二人のあまりの堕落ぶりに、最終的には二人を留年させないためには手段を選ばず、「殺すぞ!」が口癖のキレ易い教師に変貌してしまった。
新高山 登（ニイタカヤマ ノボル）
新高山高校校長。火野玉とマンテツが留年しないための救済措置として、フルマラソン完走という条件を課した。

## 地名等
私立新高山高校（ニイタカヤマコウコウ）
飛野玉達が通っている高校
伊素炉区山（イソロクザン)
一真の発明品が隠されている山。
帝国町（テイコクチョウ）
首都圏近郊で市奥家がある町。

## 発明品
謎の薬品
発明番号一。一真が市奥家に初めて見せた発明品。栄養剤として60年前に作ったが、飲んだときに冷凍冬眠してしまった。
ハム助に飲ませたことによりハム助は人間の言葉を話せるようになった。
人工金剛石製造機
発明番号二。炭素からダイヤモンドを製造する機械だが、現代の人造ダイヤとは違い巨大なものが製造できる。
水鳥二号
発明番号三。恋愛成就装置でインプリンティングを利用している。
二号というのは出征前に村一番の美女（飛野玉の曾祖母)に使用するために作ったからである。
傀儡
発明番号四。またの名を即席丁稚前掛け。この前掛けを着用したものは主人の命令に絶対逆らえなくなる。
熱狂
発明番号五。またの名を感動発生機。この機械を通して発した言葉はどんな言葉でも聞いた人間を感動させる。
超人
発明番号六。またの名を脳内制御解放装置。この機械を装着すると人間の身体能力の100%の力を出すことができる。しかし、肉体はその力に耐えることが出来ず、使うと大怪我をする。
剛力
発明番号七。またの名を登山用機械人形。
噴火力
発明番号八。またの名を火山発電所。戦前、日本のエネルギー枯渇問題対策で作った発明品。その発電力は原子力発電所を軽く上回る。
暴露
発明番号九。このペンを使うと真実しか書けなくなる。
四季将軍
発明番号十。またの名を季節変換機。局地的に季節を自由に変化させられるため、家の中で雪を降らすことができる。
殺到
発明番号十一。またの名を流行発信機。流行らせたいものをセットすると分析して超音波を半径300メートル以内に照射。これを受けたものはそのものに夢中になってしまう。なお、文字入力も可能。
熊の口
発明番号十二。またの名を食いだめ機。熊の口のようなマスクの形をしており、これをつかうといくらでも食べることが出来る。
邪香
発明番号十三。またの名を超高密度フェロモン。見た目は香水のようで、これをふりかけるとあらゆる女性にモテモテになる。しかし、かけすぎると相手の行動がエスカレートしていって暴動を起こすようになり、人間以外の動物のメスにも効果を発揮するようになる。
如意箱
発明番号十四。またの名を拡大縮小機。見た目はコピー機のようで、様々なものを拡大縮小することが出来る。
電子奴隷
発明番号十五。見た目はドクロマークのバッチの様であり、これを機械に取り付けると、そのプログラムを自在に書き変え、意のままに操ることが出来る。
火事場の馬鹿
発明番号十六。またの名を防災訓練機。見た目はシルクハットのようであり、催眠効果により本当に災害が起こったように錯覚させることが出来る。災害レベルや時間経過も自由に変えられる（最高レベルは人類滅亡）。
一真帝国
発明番号十七。またの名を完全自給自足都市型シェルター。市奥家の地下にある秘密基地のような巨大施設。ここにいれば全面核戦争が起きても何の問題もなく生き残れる。
現独剤
発明番号十八。見た目は液体の薬品であり、これを飲むと普段は隠れている本質が現れる。
天注
発明番号十九。正式名称は天使注意報。見た目は天使の人形であり、悪いことをしている人を注意する。しかし、その方法は手にしているステッキから雷を落とすというものであり、些細な事でも容赦はせず、不細工も雷の標的になる。
宇宙戦艦 武蔵
発明番号二十。音声入力で作動する。メインコンピューターは人面魚のキャラクターで会話も可能。最終話にも登場した。
究極帽と至高包丁
発明番号二十一。見た目は口のついたコックの帽子と目がついた包丁であり、究極帽は喋ることも出来る。これを身に着けるとどんな人間でも超一流の料理の腕前になる。しかし料理のレパートリーは増えず、自分の作れる料理しか作れない。
裸我シャツ
発明番号二十二。見た目は無地のラガーシャツであり、これを身に着けると、身に着けた人間の心の毒素が縞となって現れる。頑張って運動しないと毒素は抜けず、完全に毒素が抜けるまで脱ぐことは出来ない。なお、一日最低五時間運動しないと締め付けられて死ぬことになる。
納乃手駆一号
発明番号二十三。自在に縮小して体内に入り込むことが出来る。また、素人が体内を見ても分かるように回りの景色を記号化することも出来る。なお、それは体内に入っている人間の思考に影響される。
腑露意途
発明番号二十四。またの名を夢操作機。これを取り付けた人間の夢を自在に操ることが出来る。
亜手名伊
発明番号二十五。またの名を自動マラソン機。見た目は靴であり、これを履くと勝手に走り出し、何の苦もなくマラソンを完走できる。なお、スタートの号砲とともに走り出し、ゴールするまで決して止まれない。